# Avedis Pedro XIV Arpiarian
Avedis Pedro XIV Arpiarian (en armenio Աւետիս Պետրոս ԺԴ. Արփիարեան) (Eghin, Imperio otomano, 13 de abril de 1856-Bzommar, Líbano, 26 de octubre de 1937) fue un religioso armenio, patriarca (Catholicós) de Cilicia y primado de la Iglesia católica armenia. 

## Biografía
Nació en Eghin, actual Kemaliye (Turquía). Fue nombrado obispo de Karput el 23 de septiembre de 1890 y de Marasc el 27 de agosto de 1911. Durante la persecución turca logró huir de Marasc solo gracias a una escolta militar francesa. A la muerte de Pablo Pedro XIII Terzian fue elegido patriarca de Cilicia de los armenios (con sede en Bzommar, Líbano) el 17 de octubre de 1931 y confirmado por la Santa Sede el 13 de marzo de 1933.
| Predecesor: Pablo Pedro XIII Terzian | Patriarca de Cilicia de los Armenios 1931-1937 | Sucesor: Gregorio Pedro XV Agagianian |